# Mapania sessilis
Mapania sessilis är en halvgräsart som beskrevs av Elmer Drew Merrill. Mapania sessilis ingår i släktet Mapania och familjen halvgräs. Inga underarter finns listade i Catalogue of Life.